# Lendak
Lendak (deutsch Landeck, ungarisch Lándok – bis 1902 Landok) ist eine Gemeinde in der Ostslowakei, mit 5634 Einwohnern (Stand 31. Dezember 2024) und bevölkerungsmäßig eine der größten nichtstädtischen Gemeinden des Landes.

## Geographie

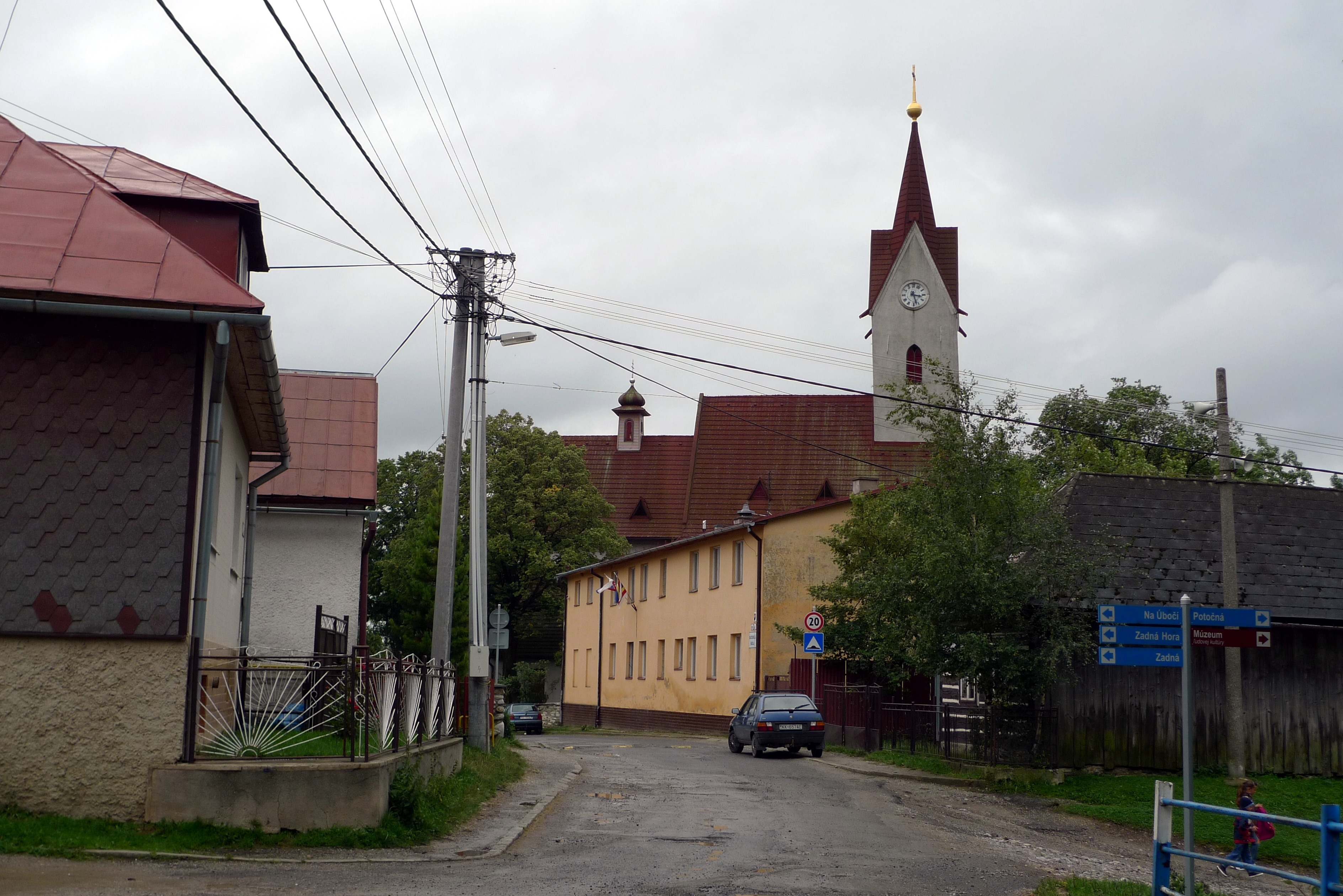
Kirche und Straße in Lendak

Die Gemeinde befindet sich im Nordwestteil des Talkessels Popradská kotlina, einer Untereinheit der Podtatranská kotlina, am linken Ufer der Biela zwischen der Zipser Magura im Norden und der Belaer Tatra und in Sichtweite der Hohen Tatra im Westen. Lendak liegt knapp außerhalb der Grenzen des Tatra-Nationalparks. Das Ortszentrum liegt auf einer Höhe von 749 m n.m. und ist drei Kilometer von Tatranská Kotlina, einem Ortsteil von Vysoké Tatry (das Zentrum in Starý Smokovec ist 19 Kilometer entfernt) und 17 Kilometer von Kežmarok entfernt. 
Nachbargemeinden sind Reľov im Norden, Výborná im Osten, Spišská Belá im Südosten und Süden und Vysoké Tatry (Katastralgemeinde Tatranská Lomnica, Ortsteil Tatranská Kotlina) im Westen.

## Geschichte
Der Ort wurde im frühen 13. Jahrhundert gegründet und zum ersten Mal 1288 als Landok schriftlich erwähnt. 1313 tauschten die damaligen Besitzer Berzeviczy Lendak zusammen mit Krížová Ves an die Kreuzherren gegen Ländereien in Chmeľov. Die neuen Gutsherren gründeten hier ein Kloster. Das Herrschaftsgebiet von Lendak bestand bis 1593, als der Orden seine Güter an die Familie Horváth-Palocsay veräußerte. Eine Schule wurde zum ersten Mal 1681 erwähnt. 1772 wurde in der Nähe des Ortes Alabaster und Marmor abgebaut. 1856 stammten die Besitzer aus dem Hause Salamon, 1879 wurde es Besitz des deutschen Adelsgeschlechts Hohenlohe.
1787 hatte die Ortschaft 81 Häuser und 750 Einwohner, 1828 zählte man 136 Häuser und 985 Einwohner, die vorwiegend als Hirten und Senne, aber auch Kalkbrenner und Leineweber beschäftigt waren. Ein Brand im Jahr 1898 beschädigte Teile des Ortes.
Bis 1918 gehörte der Ort im Komitat Zips zum Königreich Ungarn und kam danach zur neu entstandenen Tschechoslowakei beziehungsweise heute Slowakei. In der ersten tschechoslowakischen Republik waren Weidewirtschaft und Volkshandwerke weit verbreitet. Während des Zweiten Weltkriegs agierten Partisanengruppen in der Gegend. 1946 brannten mehr als 70 % des Ortes aus. Ein Teil der Einwohner pendelte zur Arbeit in Industriebetriebe in Poprad und Kežmarok.

## Bevölkerung
| Jahr                | 1994 | 2004     | 2014     | 2024    |
| ------------------- | ---- | -------- | -------- | ------- |
| Anzahl der Personen | 4018 | 4628     | 5153     | 5634    |
| Unterschied         |      | +15,18 % | +11,34 % | +9,33 % |

| Jahr                | 2023 | 2024    |
| ------------------- | ---- | ------- |
| Anzahl der Personen | 5567 | 5634    |
| Unterschied         |      | +1,20 % |

Gemäß der Volkszählung 2011 wohnten in Lendak 4989 Einwohner, davon 4816 Slowaken, fünf Polen, vier Tschechen und ein Kroate. Ein Einwohner gab eine andere Ethnie an und 162 Einwohner machten keine Angabe zur Ethnie.
4800 Einwohner bekannten sich zur römisch-katholischen Kirche, sieben Einwohner zur griechisch-katholischen Kirche, drei Einwohner zur orthodoxen Kirche, zwei Einwohner zur Evangelischen Kirche A. B. und ein Einwohner zur reformierten Kirche. Ein Einwohner bekannte sich zu einer anderen Konfession, sieben Einwohner waren konfessionslos und bei 168 Einwohnern wurde die Konfession nicht ermittelt.
Ergebnisse nach der Volkszählung 2001 (4473 Einwohner):
| Nach Ethnie: - 99,04 % Slowaken - 0,04 % Tschechen | Nach Religion: - 98,86 % römisch-katholisch - 0,94 % keine Angabe |

## Bauwerke und Denkmäler
- Kirche des Heiligen Nikolaus im gotischen Stil aus dem 14. Jahrhundert
- moderne Kirche Johannes der Täufer
- Reste des Landschlosses aus dem 17. Jahrhundert